# Jean-Denis-François Camus
Jean-Denis-François Camus (auch genannt Le Camus; * 28. Februar 1752 in Chartres; † 26. April 1814 in Paris) war nominell Bischof des Bistums Aachen und zuvor Generalvikar in den Bistümern Nancy-Toul und Meaux.

## Leben und Wirken
Nach seinem Studium der Theologie in Paris übernahm Camus im Jahr 1783 das Amt des Generalvikars in Nancy, wo er sich maßgeblich um die Priesterausbildung verdient machte. Ein Jahr später wurde er Mitglied in der Société Royale des Sciences et Belles-Lettres de Nancy. Zwei Jahre nach Beginn der französischen Revolution entzog sich Camus 1791 den Nachstellungen der hierbei entfesselten radikalen durch eine Studienreise zunächst nach Italien und ein Jahr später nach Luzern in der Schweiz, wo er die Schweizer Staatsbürgerschaft annahm. Er blieb dabei seinem Bistum in Nancy verbunden, war Ansprechpartner für Priester und Ordensleute aus seiner früheren Diözese, die er zeitweise bei sich beherbergte und beriet den Bischof in theologischen Fragen. Außerdem fungierte er als zentrale Anlaufstelle für den Briefverkehr zwischen Nancy, Bayern und Wien. Im Jahr 1797 flüchtete er vor den Franzosen über Konstanz und Augsburg nach Nürnberg.
Erst im Jahr 1803 konnte Camus nach erfolgter Fürsprache eines ehemaligen Erzbischofs von Paris wieder nach Frankreich einreisen und als Ehrenkanoniker der Kathedrale Notre-Dame de Paris eingesetzt werden. Schließlich bestellte ihn der Bischof von Meaux, Louis-Mathias de Barral, am 22. August 1805 zum Generalvikar für das Bistum Meaux, wo sich Camus maßgebliche Verdienste in der Kirchenverwaltung erwarb. Daraufhin ernannte Kaiser Napoléon Bonaparte ihn am 15. August 1810 zum Ritter der Ehrenlegion und am 22. Oktober 1810 nach einer gut 13 Monate dauernden Sedisvakanz zum Bischof von Aachen, wo er am 4. Januar 1811 sein Amt antrat. Allerdings versagte Papst Pius VII. ihm auf Grund der Zerwürfnisse zwischen dem Kaiser und dem Vatikan die notwendige Bestätigung und die Bischofsweihe und damit die Einsetzung. Schließlich fand das Aachener Domkapitel einen Ausgleich und Camus wurde als eine Art Diözesanadministrator und somit als tatsächlicher Leiter der Diözese anerkannt. Er selbst führte zumeist den Titel „évêque nommé d’Aix-la-Chapelle“. Wegen seiner fehlenden Approbation stieß Camus, der zwischenzeitlich per Letters Patent vom 16. Dezember 1810 zum „Baron Camus et de l'Empire“ ernannt worden war, bei den Priestern und Bürgern Aachens auf wenig Akzeptanz und er verließ am 16. Januar 1814 vor Ankunft der preußischen Truppen die Stadt und zog nach Paris, wo er am 26. April 1814 verstarb. Sein Grab befindet sich in der Kathedrale von Meaux.

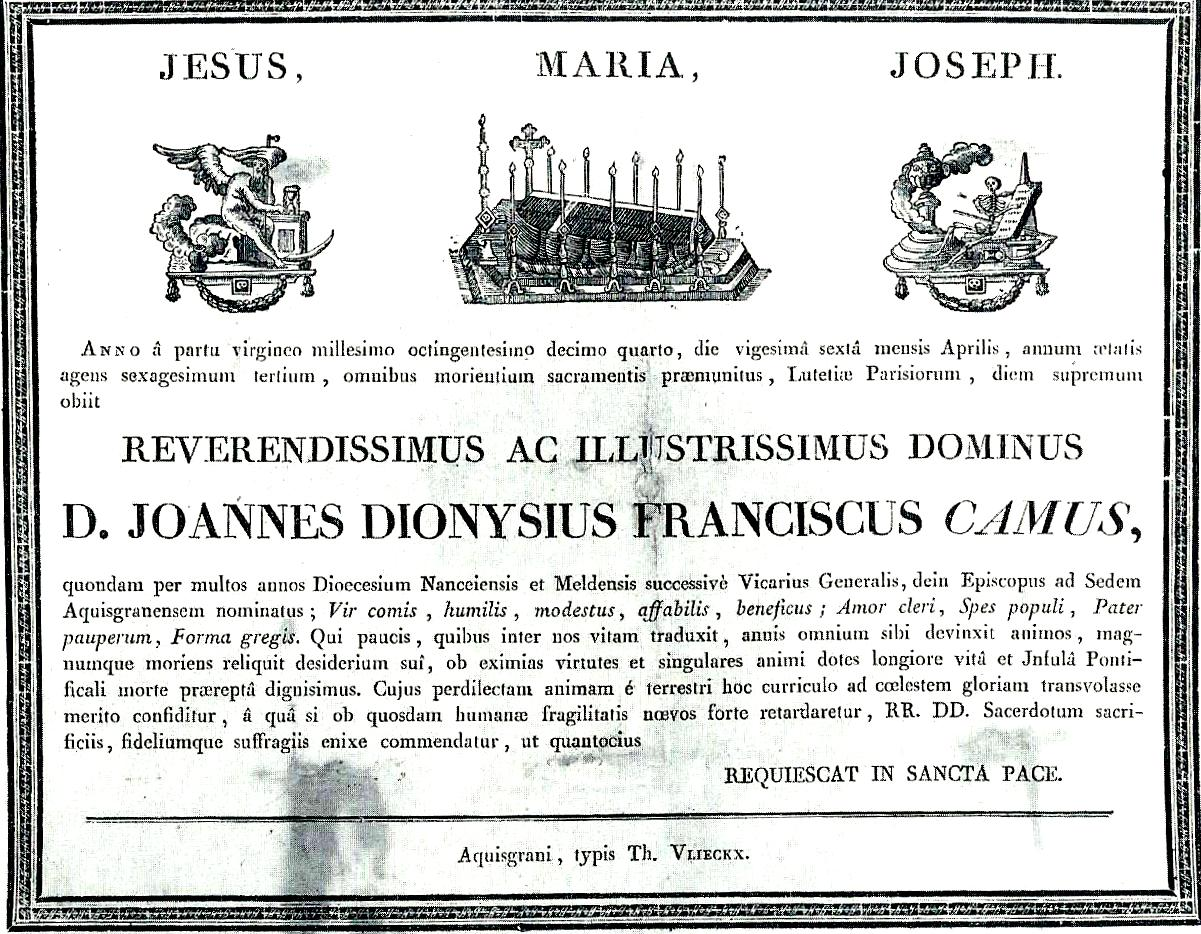
Todesschein Camus, Domarchiv und Stadtarchiv Aachen

Nach dem Tod von Camus 1814 wurde der Bischofsstuhl nicht wieder besetzt. Das Bistum Aachen wurde 1821 aufgehoben und erst 1930 wieder neu errichtet. Die Amtsgeschäfte wurden bis zur endgültigen Auflösung von dem Kapitularvikar Martin Wilhelm Fonck geführt.